# 사라진 휴가
《사라진 휴가》(영어: Gone)는 2007년 개봉한 영국-오스트레일리아 합작 공포·심리 스릴러 영화이다.

## 줄거리
호주 여행 중인 젊은 영국인 커플 알렉스와 소피는 우연히 만난 매력적인 미국인 테일러와 동행하게 된다. 시드니에서 버스를 놓친 알렉스에게 테일러는 다짜고짜 접근해 함께 여행할 것을 제안하고, 술을 마시고 난 후 알렉스는 테일러가 자신의 사진을 찍는 것을 보게 된다. 알렉스는 여자친구 소피를 만나러 바이런 베이로 가던 중이었고, 테일러는 함께 여행하자고 제안한다. 소피와 독일인 여행객 잉그리드까지 합류해 네 사람은 북부 준주의 캐서린 협곡으로 향한다. 여행 도중 잉그리드가 갑자기 버스를 타고 떠났다고 테일러가 말하자 알렉스와 소피는 불쾌감을 느낀다.
여행 중 테일러는 밤에 갑자기 차 헤드라이트를 텐트에 비추고, 다음날 아침 사라졌다가 다시 나타나는 등 이해할 수 없는 행동을 한다. 술집에서는 테일러를 "태국에서 온 제이미"라고 부르는 여자가 나타나 사기당했다며 항의하지만 테일러는 폭력적으로 대응한다. 이후 알렉스는 캥거루 무리와 충돌 사고로 머리에 심각한 부상을 입고, 모텔에서 회복하는 동안 테일러와 소피는 그를 돌본다. 회복 후 알렉스는 여행에 지쳐 테일러에게 폭력을 휘두르지만 소피의 만류로 상황은 일단락된다. 하지만 이후 알렉스는 "떠난다"는 문자를 남기고 사라진다.
소피는 알렉스를 찾아 나서려 하지만 테일러는 그를 찾으려 하지 않는다. 다음 날, 소피는 알렉스에게 문자를 보내려다 테일러의 주머니에서 핸드폰이 켜진 것을 발견하고, 잉그리드가 캐서린 협곡에서 만나자는 문자를 보냈다고 주장하는 테일러와 다투게 된다. 테일러는 소피를 위협하고, 소피는 도망치다 차에 탑승하지만 테일러는 차 밖으로 튕겨나간다. 그 과정에서 차 뒷문이 열리고 침낭에 든 알렉스의 시체가 발견된다. 소피는 충격에 멈춰서고, 테일러는 다시 차에 올라타 소피와 몸싸움을 벌인다. 소피는 차를 급정거해 테일러를 차에 찔러 죽이고, 도망치다 다시 돌아온 테일러를 차로 치어 살해한다.

## 출연진
- 숀 에번스 - 앨릭스
- 스콧 미클로비치 - 테일러
- 어밀리아 워너 - 소피
- 이본 스트러호브스키 - 손드라
- 빅토리아 세인 - 리나
- 조이 터크웰스미스 - 잉그리드

## 같이 보기
- 오스트레일리아 영화